# Rashomon (Kurzgeschichte)

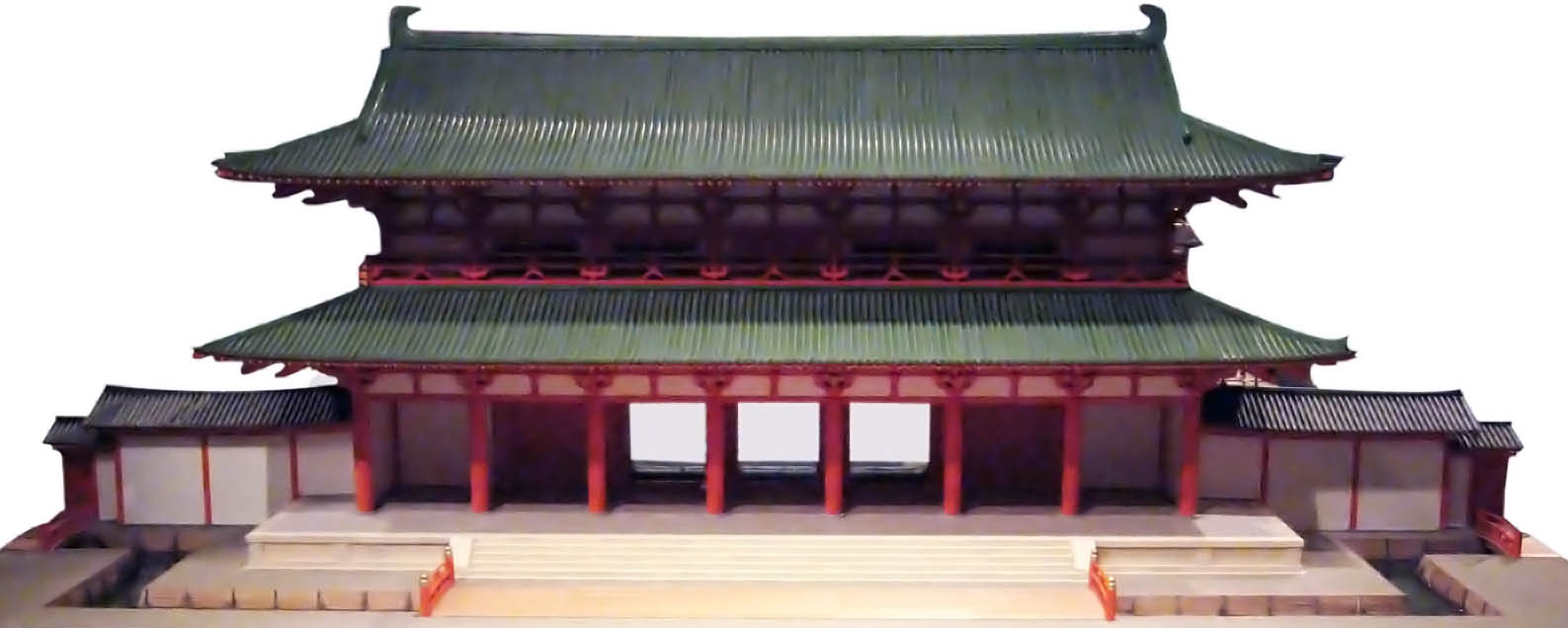
Rashōmon

Rashomon (japanisch 羅生門, Rashōmon) ist eine Novelle von Akutagawa Ryūnosuke aus dem Jahr 1915. Rashōmon, das große Stadttor von Kyōto, ist titelgebend für Kurosawas Film „Rashomon“, dt. „Rashomon – Das Lustwäldchen“, wird dort aber nur als Ausgangsort für die eigentliche Handlung genutzt.

## Inhalt
Vorbemerkung: Die Geschichte spielt im Kyōto des 12. Jahrhunderts. Das große Stadttor weit im Süden, das Rashōmon, steht dort verlassen.
Ein Diener eines Samurai steht unter dem alten Tor, um das Ende des Regens abzuwarten. Die Stadt, die nie ganz fertig geworden ist, hat ihre Glanzzeit hinter sich, die Familien sind verarmt, auch der Diener war gerade entlassen worden. Er sinniert über sein Missgeschick, denkt daran, ein Leben als Dieb zu führen, verwirft das, denkt wieder daran. Schließlich beschließt er, in dem alten Holzbau zu übernachten.
Als er hochklettert, um eine passende Ecke zu finden, bemerkt er, dass sich oben etwas bewegt, sieht Licht. Wie er aus Gerüchten gehört hatte, findet er in dem Gebäude Leichen herumliegen. Zählen kann er sie nicht, manche sind nackt, manche bekleidet. Er muss sich die Nase zuhalten. Da sieht er eine gespenstische Figur, die sich über eine Leiche beugte. Und er sieht, wie die Figur, eine alte Frau, mit einer Fackel in einer Hand, einer Leiche die Haare abschneidet. Seine Angst schwindet, aber dafür beginnt er die Frau für ihr Tun zu hassen.
Er richtet sich auf, und mit einer Hand am Schwert wendet er sich ihr zu. Sie erschrickt, will fliehen, aber er hält sie fest. Er sagt, er sei nicht von der Polizei, aber sie müsse ihm berichten, was sie hier tue. Sie antwortet, sie ziehe die Haare aus, um Perücken zu machen. Perücken von den Haaren Toter zu machen scheine ein böses Übel zu sein. Aber sie kenne zum Beispiel hier die Tote, deren schönes schwarzes Haar sie ausziehe. Diese hätte Schlangenfleisch betrügerisch als Fischfleisch verkauft. Die Kunden hätten es sogar gelobt. Nun sei sie tot.
Während er zuhört, schwinden seine Überlegungen, ob er vor Hunger sterben oder lieber zum Dieb werden solle. Er reißt ihr im Handgemenge die Kleider vom Leib und verschwindet mit der Beute. Sie erhebt sich mit ihren kurzen weißen Haaren, stöhnend und fluchend, kriecht zur Treppe und schaut im Fackellicht nach unten, wo es nur dunkel ist. Der letzte Satz lautet: „Niemand weiß, wohin der Diener gegangen ist.“

## Nachbemerkung
Den Kern dieser Geschichte entnahm Akutagawa einer Geschichtensammlung aus dem 12. Jahrhundert, dem Konjaku Monogatarishū.

## Buchausgaben
- Akutagawa Ryunosuke: Rashomon. Ausgewählte Erzählungen. Aus dem Japanischen. Herausgegeben und übersetzt von Jürgen Berndt.
  - Verlag Volk und Wissen, 1964
  - Luchterhand, 2001. ISBN 978-3-630-62012-1.
- Akutagawa Ryūnosuke: Rashōmon, Hana, Shuju no Kotoba u. a. Ikubundo-Verlag, Tokio 1965. (japanisch)